# Kostolom
Kostolom (lat. Narthecium), rod trajnica ili rizomatoznih geofit iz porodice Nartheciaceae, 
Pripada mu 7 ili 8 vrsta iz Europe, Azije i Sjeverne Amerike. Narthecium montanum (Small) Grey po nekima je sinonim za Narthecium americanum. Narthecium montanum Kew navodi kao izumrlu vrstu endemičnu za Sjevernu Karolinu.. Ova vrsta bila je prisutna samo na jednom poznatom nalazištu, East Flat Rock Bog u okrugu Henderson, ali nalazište je odavno isušeno, a budući da je nitko nije vidio u zadnjih 50 ili više godina, smatra se izumrlom.

## Vrste
1. Narthecium americanum Ker Gawl.
2. Narthecium asiaticum Maxim.
3. Narthecium balansae Briq.
4. Narthecium californicum Baker
5. Narthecium montanum (Small) Grey
6. Narthecium ossifragum (L.) Huds.
7. Narthecium reverchonii Čelak.
8. Narthecium scardicum Košanin